# Palacio de los Condes de Peñalba
El palacio de los Condes de Peñalba, también llamado palacio del Marqués de Huarte, se encuentra situado en la calle Pintor Sorolla número 6 de la ciudad de Valencia (España). 

## Edificio
Fue construido entre 1750 y 1760 en estilos barroco y rococó para Vicente Fernández de Córdoba y Valderrama, Conde de Penalva, quizá por Felipe Rubio o por José Herrero, aunque más tarde pasaría a los marqueses de Huarte. 
Su fachada, con dos torreones de perfil curvo en los lados y remates de bolas, recuerda la de otros palacios dieciochescos de la ciudad. Destaca además su imponente portada rococó con pilastras situadas en posición oblicua coronadas por sirenas aladas que sostienen el entablamento, además del gran escudo que se sitúa en el centro del dintel con las armas de los Fernández de Córdoba. Ferrer de Pròxita, Valderrama y Pinós, con la divisa de los Ferrer "Més que'l que més". Las formas onduladas de los balcones y las líneas que los enmarcan son también de estética francesa.
Tras la puerta se abre un espacioso vestíbulo con un gran arco rebajado en el centro y dos de medio punto con balconcillos a los lados, presidido todo con un fresco de la Virgen en la parte superior. Pasado este espacio, se abre a una elegante escalera imperial de diversos tramos con descansillos, pasamanos de madera y azulejos valencianos en las contrahuellas. 
Desde 1975 será la sede central del Banco Urquijo en Valencia y desde el año 2006 es propiedad del Banco Sabadell, una vez absorbió a la anterior entidad bancaria.